# Glischrochilus hortensis
Glischrochilus hortensis là tên của một loài bọ cánh cứng thuộc phân chi Librodor, chi Glischrochilus, thuộc họ Nitidulidae. Cả chi lẫn loài này đều được biết đến là loài bọ phá hoại. Chúng được mô tả vào năm 1785.

## Mô tả
Chiều dài của chúng trưởng thành là từ 4 đến 6 mm và có màu tối đồng đều trên đầu, ngực và bụng. Đáng chú ý, cánh trước của chúng thì có 4 đốm màu cam. Bên ngoài thì tuy giống với một loài bọ cùng chi tên là Glischrochilus quadripunctatus nhưng điểm khác nhau giữa chúng là mập hơn, những bên ngực thì nối tiếp hoặc không với cánh trước.

## Phân bố
Glischrochilus hortensis thì phân bố rộng rãi ở vùng châu Âu - Siberia. Tại Anh, nó là một trong 3 loài bọ thuộc chi Glischrochilus đuược tìm thấy và cũng phân bố rộng khắp Anh (England), Wales và Scotland.

## Môi trường sống
Loài bọ này sinh sống ở trong vùng rừng núi, đặc biệt là gần những vết rỉ nhựa cây. Thức ăn của chúng là nhựa cây và những loại trái cây quá chín (đã bắt đầu quá trình lên men). Bên cạnh đó, chúng còn bị bia thu hút khi bị dính vào trong một cái bẫy có sử dụng mồi nhử là bia trộn với những loại cây lá rộng và những loại cây có quả hình nón ở trong rừng trong một cuộc quan sát tại Thổ Nhĩ Kỳ vào năm 2013.
Thời điểm mà ta có thể quan sát chúng là hầu như cả năm, nhưng khoảng thời gian tốt nhất là từ tháng 4 đến tháng 10.